# Homoneura flabella
Homoneura flabella är en tvåvingeart som beskrevs av Miller 1977. Homoneura flabella ingår i släktet Homoneura och familjen lövflugor. Inga underarter finns listade i Catalogue of Life.